# Граф Атлон

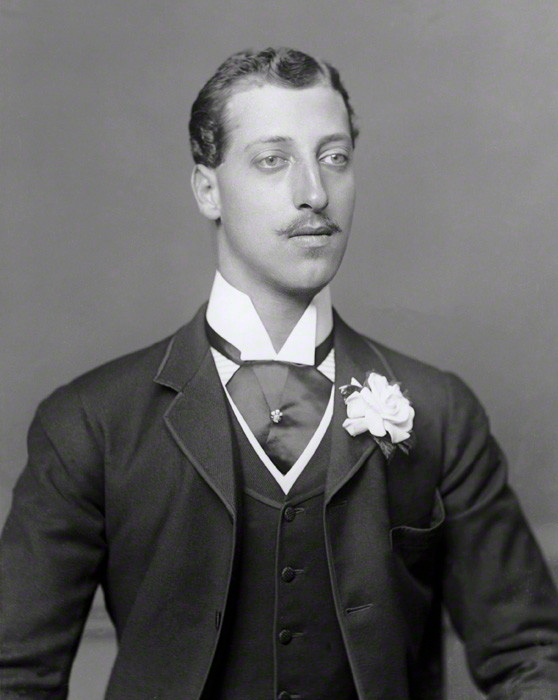
Альберт Виктор, граф Атлон в 1890—1892 годах

Граф Атлон (англ. Earl of Athlone) — английский и британский аристократический титул, создававшийся трижды: в 1692, 1890 и 1917 годах. В третьей креации он вернулся короне в 1957 году.

## История титула
Титул графа Атлона был впервые создан в 1692 году королём Англии Вильгельмом III для голландского генерала Годерта де Гинкеля. Потомки последнего носили титул до 1844 года. В 1890 году титул был создан заново для принца Альберта Виктора, старшего внука королевы Виктории, который должен был занять престол после своего отца. Однако спустя два года принц умер молодым и бездетным, так что все его титулы вернулись короне. В 1917 году король Георг V воссоздал титул графа Атлона для своего кузена и шурина Александра Кембриджа (прежде принца Текского). Единственный наследник Александра, Руперт Кембридж, виконт Трематон, погиб в 1928 году из-за дорожной аварии, и после смерти графа в 1957 году титул снова вернулся короне.